# 니콜라우스 쿠자누스 대학교

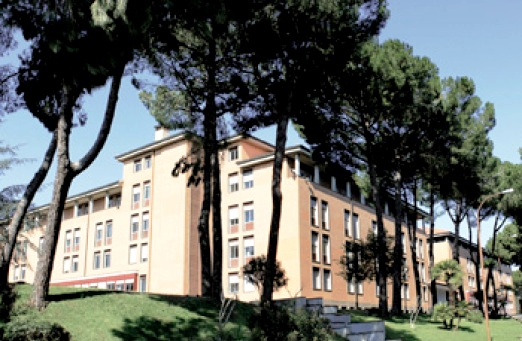

니콜라우스 쿠자누스 대학교(이탈리아어: Università degli Studi Niccolò Cusano)는 이탈리아 로마에 위치한 대학교이다. 간단히 우니쿠사노(UNICUSANO)라고 부른다. 2006년 설립되었다.

## 같이 보기
- 테르나나 칼초